# Josef Leonissa Lumpe
Josef Leonissa Lumpe OFMCap (* 25. März 1900 in Rumburg; † 2. August 1944 in Marienbad) war ein deutscher römisch-katholischer Geistlicher, Kapuziner und Märtyrer.

## Leben
Jakob Lumpe wuchs im böhmischen Rumburg unweit Zittau zweisprachig deutsch und tschechisch auf. Nach dem Abitur im März 1918 war er noch sieben Monate Kriegssoldat. Ab 1919 studierte er am Priesterseminar in Leitmeritz, wo er (nach einer siebenmonatigen Wehrdienstunterbrechung in Pilsen) am 1. Juli 1923 zum Priester geweiht wurde. Er war Kaplan in Trebnitz, Kooperator in Puschwitz und Kaplan in Kriegern. In Scheles (30 km nördlich Pilsen) war er ab 1924 Kaplan, ab 1927 Administrator und ab 1936 Pfarrer. Am 15. November 1939 wurde er Pfarrer in Kosel (in der Nähe des Kapuzinerklosters in Brüx).
1940 trat er in Laufen an der Salzach in das Kapuzinerkloster ein, nahm den Ordensnamen Josef Leonissa (nach dem heiligen Kapuziner Josef von Leonessa, 1556–1612) an und legte nach erfolgtem Noviziat am 1. Juni 1941 in Eichstätt die Profess auf drei Jahre ab. Er ging nach Böhmen zurück, war zuerst wieder Pfarrer in Scheles, verzichtete dort am 1. Januar 1942 auf das Pfarramt und wechselte als Kaplan an die Kirche St. Wenzel in Brüx. Am 1. September 1942 verließ er die Pfarrei Brüx und wurde Kaplan in Saatz. Am 1. Januar 1943 wurde er Administrator in Seltsch (Želeč) und Michelob (Měchelupy), beide südlich Saatz. Da er den Hitlergruß verweigerte und Juden versteckte, wurde er denunziert, im Sommer 1944 von der Gestapo verhaftet, in ein als Kurheim getarntes Gefängnis in Marienbad gebracht und gefoltert. Er starb am 2. August 1944 wegen Nierenversagens. Beigesetzt wurde er im Familiengrab auf dem Stadtfriedhof Rumburg.

## Gedenken
Die deutsche katholische Kirche hat Josef Leonissa Lumpe als Blutzeugen aus der Zeit des Nationalsozialismus in das deutsche Martyrologium des 20. Jahrhunderts aufgenommen.